# Chimarra bifida
Chimarra bifida (лат.) — вид мелких ручейников рода Chimarra из семейства приречные ручейники (Philopotamidae). Эндемики Океании. Этимология видового названия: Bifida —  латинское слово, означающее вильчатый, раздвоенный, разделенный на две части (верхушки нижних придатков).

## Распространение
Остров Новая Гвинея. Индонезия, провинция Папуа, W Sentani, 75 м, около 2° 36' ю.ш., 140° 37' в.д. Папуа — Новая Гвинея, провинция Western Highlands, Baiyer River Sanctuary, Trauna River, 5 35' ю.ш., 144 10' в.д.

## Описание
Ручейники мелких размеров. Длина переднего крыла 4,5—4,7 мм. Общий цвет тела и крыльев светло-коричневый. Самцы C. bifida наиболее похожи на C. bicuspidis и C. kokodana по раздвоенным вершинам нижних придатков, но могут быть отделены от двух последних и всех других новогвинейских видов, включая C. sinuosa, по сочетанию признаков на нижних придатках, которые в боковом виде являются синусоидальными с раздвоенными вершинами. Самки неизвестны.  Формулы шпор 1, 4, 4; вторая анальная жилка задних крыльев сливается с первой анальной жилкой, образуя замкнутую ячейку. Вид был впервые был описан в 2020 году в ходе ревизии, проведённой австралийским энтомологом Дэвидом Картрайтом (D. I. Cartwright; Wandana Heights, Виктория, Австралия).